# Lochan Hakel
Lochan Hakel (auch Lochan Hacoin) ist ein Süßwassersee in Schottland. Er liegt südlich von Ribigill bzw. Tongue, in Sutherland in der Council Area Highland. Der See ist nach dem norwegischen König Hakon (1217–1263) benannt. 

## Beschreibung
Lochan Hakel ist etwa 700 m lang und im Mittel 300 m breit. Die Wasserfläche umfasst etwa 0,18 km². Die unbewohnten Ufer des Sees sind weitgehend Grasland. Lochan Hakel wird von keiner Straße erschlossen.
Im Südteil des Sees liegt die Insel "Grianan", auf der Reste eines kleinen rechteckigen Gebäudes entdeckt wurden, das der traditionelle Jagdsitz König Hakons gewesen sein soll. Die Wände bestehen aus dünnen flachen Steinen und sind 1,8 bis 2,1 m dick und 1,5 bis 1,8 m hoch. Sie umschließen einen Bereich von etwa 5,7 × 6,6 m. Es gibt weder Hinweise auf Türen, Fenster, Böden oder Gewölbe, noch Anzeichen für einen Damm, der die Insel mit dem etwa 20 Meter entfernten Ufer verbunden haben könnte.
Südlich des Sees befinden sich die Schalensteine Lochan A, B und C mit Cup-and-Ring-Markierungen. 

## Geschichte
Am 26. Februar 1746 versenkten aufständische Jakobiten £ 13.000 in Goldmünzen im See, um sie vor einem Zugriff durch regierungstreue Truppen zu schützen. Die Münzen wurden von Soldaten des Clans MacKay, der mit den Engländern kooperierte, entdeckt und gehoben.
Unabhängig davon wurde 1840 im Lochan Hakel eine spanische Goldmünze gefunden. Die Münze stammt vermutlich von einem Wrack der spanischen Armada und wird im Museum des Dunrobin Castles ausgestellt.